# A Numerical List of Dried Specimens
A Numerical List of Dried Specimens (abreviado Numer. List) es un libro con ilustraciones y descripciones botánicas que fue escrito por el cirujano, botánico y pteridólogo danés Nathaniel Wallich. Fue publicado en los años 1828-1849, con el nombre de A Numerical List of dried specimens of plants in the East India Company's Museum: collected under the superintendence of Dr. Wallich of the Company's botanic garden at Calcutta (significando Una lista numérica de especímenes secos de plantas en el Museo de la Compañía de las Indias Orientales: recopilados bajo la supervisión del Dr. Wallich del jardín botánico de la Compañía en Calcuta).

## Publicación
- Números 1-2153, 1829;
- Números 2154-2603. 1830;
- Números 2604-4877. 1831;
- Números 4878-6224. 1831-32;
- Números 6225-7683. 1832;
- Números 7684-8233. 1847;
- Números 8234-8521. 22 Oct 1847;
- Números 8622-, 5 Aug 1848; p. 300, 10 Nov 1849